# AFN Berlin

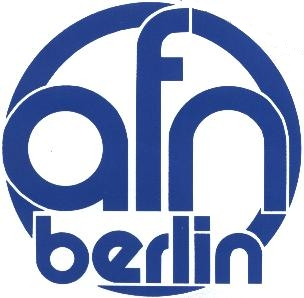
Senderlogo

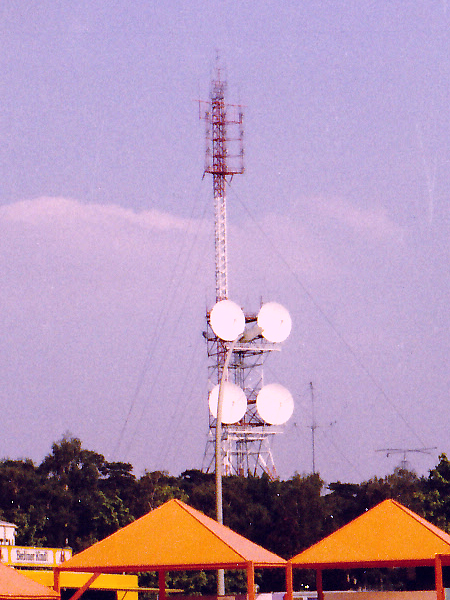
Über diesen Sendemast an der Clayallee wurde AFN TV Berlin ausgestrahlt, 1986.

Der AFN Berlin des American Forces Network war einer der bekanntesten US-amerikanischen Soldatensender. Der Sender hatte seine letzte Adresse in der Saargemünder Straße 28 in Berlin-Dahlem.

## Geschichte

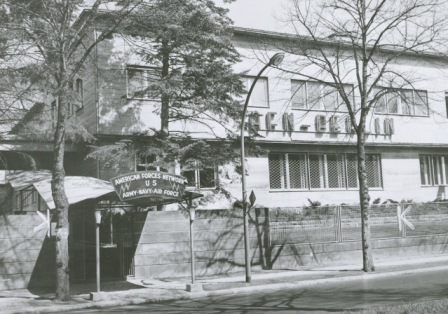
AFN-Berlin in der Podbielskiallee 28 in Berlin-Dahlem (ca. 1950)

Am 17. Juli 1945 erreichten mehrere GIs Berlin mit ihrem Jeep und dem Auftrag innerhalb von 17 Tagen einen Radiosender zu errichten. Ihnen folgten zwei Lastwagen mit einer mobilen Sendeanlage, die unweit des zukünftigen Standortes des Senders stationiert wurden. Ein 250 Watt starker Sender versorgte die Hörer in einem Radius von nur zwei Meilen. Der stationäre Sendebetrieb wurde am 4. August 1945 um 12 Uhr mit der Rhapsody in Blue von George Gershwin aus einer beschlagnahmten Villa in der Podbielskiallee 28 aufgenommen. Der Rhapsody folgte sogleich das Spottlied auf Adolf Hitler „Right in the Fuehrers Face“. Erster Sprecher und Programmdirektor im neuen Sender war Sergeant Mel Gelliart, der Radioerfahrung von der Station WLS in Chicago mitbrachte. Zu den Ereignissen des Anfangsjahres gehörte auch, dass der Jeep des AFN am 13. Oktober 1945 vor der Tür der Studios in der Podbielskiallee gestohlen wurde. Zu dem Gebäude wird zwar immer wieder kolportiert, dass diese Villa dem Außenminister Joachim von Ribbentrop gehörte, dies ist aber nicht nachvollziehbar. Laut Berliner Adressbuch von 1943 gehörte das Haus dem Direktor der Deutschen Verkehrs-Kreditbank AG Max Martin Schlenker, der es 1934 erwarb. Von Ribbentrop wohnte nicht weit entfernt in der Lentzeallee 7–9. Die Wahl der US-Besatzungsmacht fiel auf dieses Haus, weil es mit Eisengittern gesichert war. Es wurde 1928–1930 nach Plänen des Architekten Otto Rudolf Salvisberg für den Kaufmann Erich Penzlin errichtet. Es hatte 30 Räume, sieben Badezimmer und eine verglaste Terrasse. Im Erdgeschoss befanden sich die Aufnahmestudios, der repräsentative Salon wurde als Studio für Interviews genutzt, in einer ehemaligen Küche war das Schallplattenarchiv untergebracht. Einige Häuser weiter, so sagte der erste station manager in einem Interview, wurde außerdem die Villa von Max Schmeling beschlagnahmt, um das Personal unterzubringen. Als Sendeantenne wurde zu Anfang ein zwischen zwei Bäumen gespannter Draht genutzt. Neben den Eigenproduktionen erhielt AFN Berlin Einspielungen, vor allem die stündliche Nachrichtensendungen per Kabel aus der Sendezentrale des AFN in Frankfurt. Populäre Sportübertragungen aus den USA wurden – sofern es die atmosphärischen Bedingungen zuließen – per Kurzwelle empfangen und über den Berliner Sender weiter verbreitet. Die aktuellen Hits wurden bei AFRTS in Los Angeles auf speziellen Langspielplatten zusammengestellt und erreichten AFN Berlin wie auch weitere Shows und Beiträge auf Tonbändern auf dem Post- und Frachtwege.

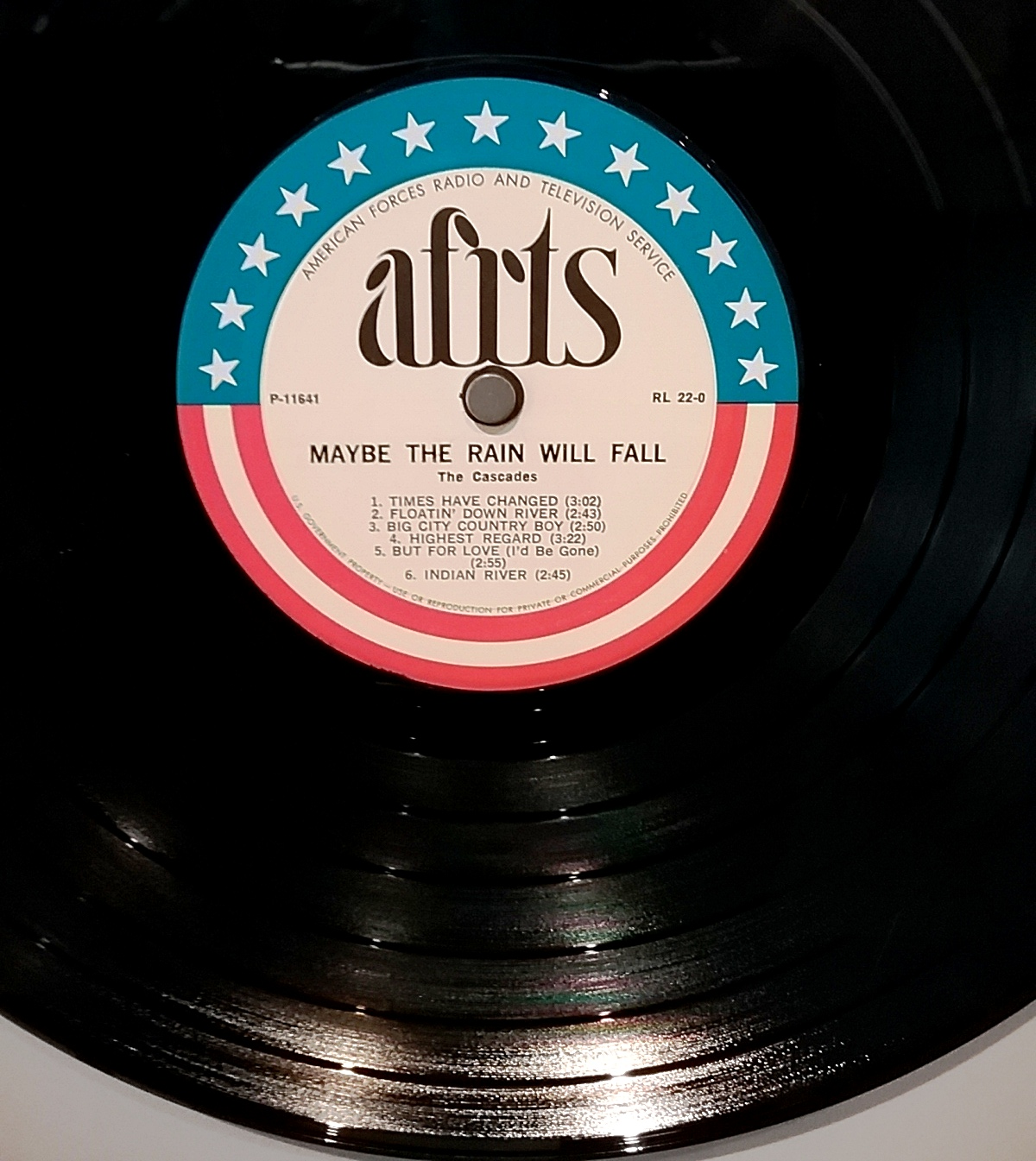
Langspielplatte der Cascades-Pressung von AFRTS Los Angeles 1969

Während der Berliner Blockade sendete der AFN Berlin erstmals rund um die Uhr, um den Luftbrückenpiloten zu ermöglichen, das Radiosignal des AFN Berlin als Peilsender für den Landeanflug in Tempelhof zu nutzen. Nach dem Bau der Berliner Mauer im August 1961 sendete AFN Berlin ab dem 20. März 1962 dauerhaft ein 24-Stunden-Programm, nachdem Radio Moskau nach AFN-Sendeschluss die freie Nachtfrequenz unberechtigt zu propagandistischen Zwecken in englischer Sprache genutzt hatte. Mit der Sendung 935 for night people, die sich auch an die Soldaten im Schichtdienst wandte, füllte AFN Berlin als erste Station des europäischen Sendenetzes die bis dahin bestehende fünfstündige nächtliche Sendepause. AFN Berlin war auch ein Baustein des Notfallplans der US Army Berlin Brigade für den Krisenfall. Obwohl das Programm des AFN nur für die Angehörigen des US-Militärs und ihrer Angehörigen bestimmt war, erfreute sich das Programm wegen seiner ungezwungenen Moderation und der aktuellen Musik aus den USA einer großen Beliebtheit bei der deutschen Bevölkerung, besonders bei der Jugend. Im Sommer 1979 verließ AFN Radio das Gebäude in der Podbielskiallee und zog in einen Neubau auf das Gelände in der Saargemünder Straße um. Von nun an befanden sich AFN Radio und AFN Television unter einem gemeinsamen Dach. Das freigezogene Gebäude in der Podbielskiallee wurde 1980/1981 in ein Wohnhaus für US-Offiziere mit sechs Wohneinheiten umgebaut.
Nach der deutschen Wiedervereinigung 1989/1990 und dem darauf folgenden Abzug der alliierten Truppen aus Deutschland stellte auch der AFN Berlin seine Sendungen ein. Am 15. Juli 1994 lief simultan auf UKW und Mittelwelle eine dreistündige Sondersendung, die in 54 Länder übertragen wurde. In dieser Sendung interviewte der letzte Station Commander, Greg Foss, zahlreiche aktive und ehemalige Mitarbeiter. Danach beendete der AFN Berlin wenige Sekunden vor 14 Uhr den Sendebetrieb mit dem Abspielen der Nationalhymne der Vereinigten Staaten von William Rivelli. Das Gebäude des AFN an der Saargemünder Straße 28 wurde 1997 abgerissen.

## AFN Television Berlin

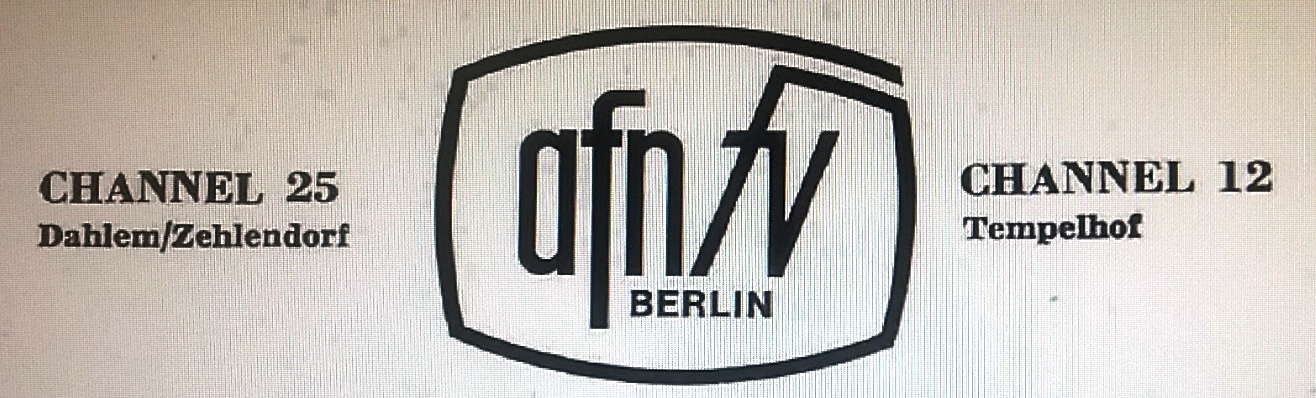
Logo AFN TV Berlin

Am 17. April 1967 begann die Ausstrahlung des AFN- TV Berlin in schwarzweiß. Das Studio befand sich im Gebäude des ehemaligen Amerikanischen Postamtes in der Saargemünder Straße in Dahlem. Erster Station Commander war 1st Lt. Rallin J. Aars. Stationskommandant Aars verließ Berlin für ein Studium in Michigan und wurde am 6. Mai 1969 durch 1st Lt. John D. Gowan abgelöst, der 1967 an der Indiana Universität in Bloomington, Indiana, einen Mastergrad in Radio- und Fernsehtechnik erworben hatte.
Die ersten Sendungen in Farbe wurden im Februar 1977 im amerikanischen NTSC-Verfahren ausgestrahlt. Ab Februar 1984 konnten Live-Sendungen aus den USA direkt über Satellit in Berlin empfangen, gesendet oder zur Bearbeitung zwischengespeichert werden. Die über das SATNET übertragenen Sendungen mussten wegen der Werbeeinblendungen oder Werbepausen meist vorab bearbeitet werden. Mit entsprechender Zeitverschiebung konnten nun auch die aktuellen Nachrichtensendungen von ABC, NBC und CNN sowie direkte Sportübertragungen in das Sendeangebot mit aufgenommen werden.
Für seine Eigenproduktionen, u. a. den Dokumentationen „20 Jahre Luftbrücke“ oder über Fluchttunnel aus Ost- nach Westberlin „The Tunnel“ erhielt AFN-TV Berlin 1961 die höchste Auszeichnung der Freedom Foundation in Valley Forge, die George-Washington-Gedenkmedaille. Das US-Branchenblatt der Unterhaltungsindustrie „Variety“ nominierte AFN-TV Berlin 1967 und 1968 als die „interessanteste Fernsehstation in Berlin“.

## Empfang

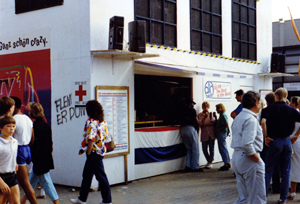
Der AFN Berlin auf dem Volksfest 1986

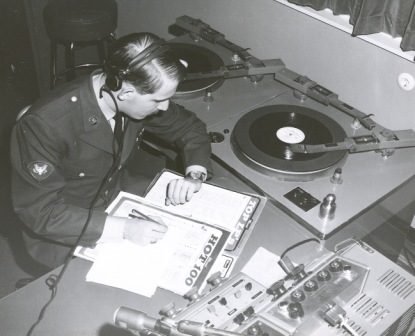
Disc-Jockey im AFN-Studio ca. 1968

AFN Berlin begann seine Ausstrahlungen auf der Mittelwellenfrequenz 1420 kHz (211 meter) und wechselte später auf 935 kHz, mit einer Sendeleistung von 10 kW. Dazu gab es eine zusätzliche Ausstrahlung über UKW ab 1961 zuerst auf 99,75 MHz, ab 1962 auf 90,9 MHz und 1963 auf der Frequenz 87,85 MHz mit 1,5 kW (schließlich 87,90 MHz), was auch Stereosendungen (ab 1972) und zusätzliche Programme neben dem Mittelwellenangebot ermöglichte. Das Fernsehprogramm wurde auf Kanal 29 ausgestrahlt. Es war allerdings nur mit NTSC-Farbdekoder und nur im Südwesten von Berlin empfangbar. Ein weiterer schwacher Fernsehsender auf Kanal 12 versorgte die Einrichtungen der US Air Force auf dem Flughafen Tempelhof.
Die Mittelwellenfrequenz 935 kHz wurde bis zum 23. November 1978 genutzt. An diesem Tag trat der Genfer Wellenplan in Kraft und die Ausstrahlung wechselte auf 1107 kHz. Der 120 Meter hohe Sendemast stand bis zum 16. Dezember 1996 auf dem Gelände der Domäne Dahlem in der Pacelliallee.

## Interviews mit prominenten Gästen
Im Laufe der Jahre besuchten zahlreiche prominente Gäste die AFN-Studios in Berlin. Zu ihnen gehörten u. a. Louis Armstrong, Les Brown, Gary Cooper, Walt Disney, Benny Goodman, Bob Hope, Curd Jürgens, Elke Sommer, Conny Stevens oder Gregory Peck. Darüber hinaus wurden von den AFN-Mitarbeitern alle US-Präsidenten interviewt, die Berlin (West) besuchten: John F. Kennedy, Richard Nixon, Jimmy Carter und Ronald Reagan.

## Eigenproduktionen

### Radio (88FM)
- Eine Morning Show (Mo – Fr)
- Eine Afternoon Show (Mo – Fr)
- The Juice mit Jim McCauley als „The Magnificent Magoo“ (behind the mic)
- Disco
- 1605 to Nashville (MW)
- Frolic at Five (Mittelwelle)
- Adventure in Good music (MW)
- Music in the Air
- Live-Sondersendungen vom Deutsch-Amerikanischen Volksfest am Hüttenweg in Berlin-Dahlem und vom Tag der offenen Tür auf dem Flughafen Tempelhof

### Fernsehen

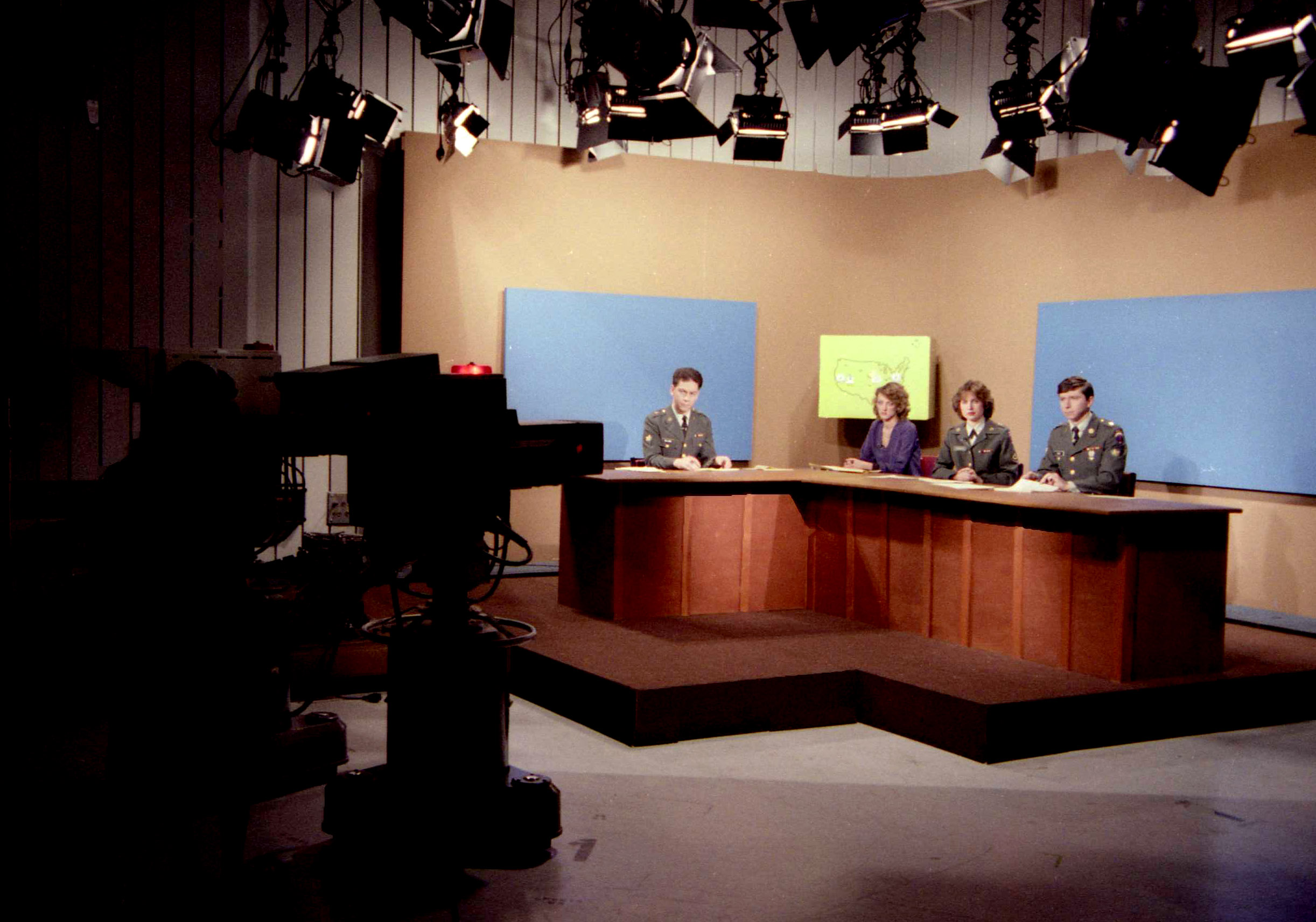
AFN Berlin Nachrichtensendung 1982

- AFN Berlin Nachrichtensendung 1982Berlin Tonight (tägliche Nachrichtensendung)
- Berlin PM (Interviewsendung)
- Berlin Tonight late edition (Spätnachrichten)
- Discover Berlin (Trailerserie über die Sehenswürdigkeiten Berlins)
- The Berlin Ramblers (live country music show, 1968 monatlich jeweils Sonnabend Nachmittag)

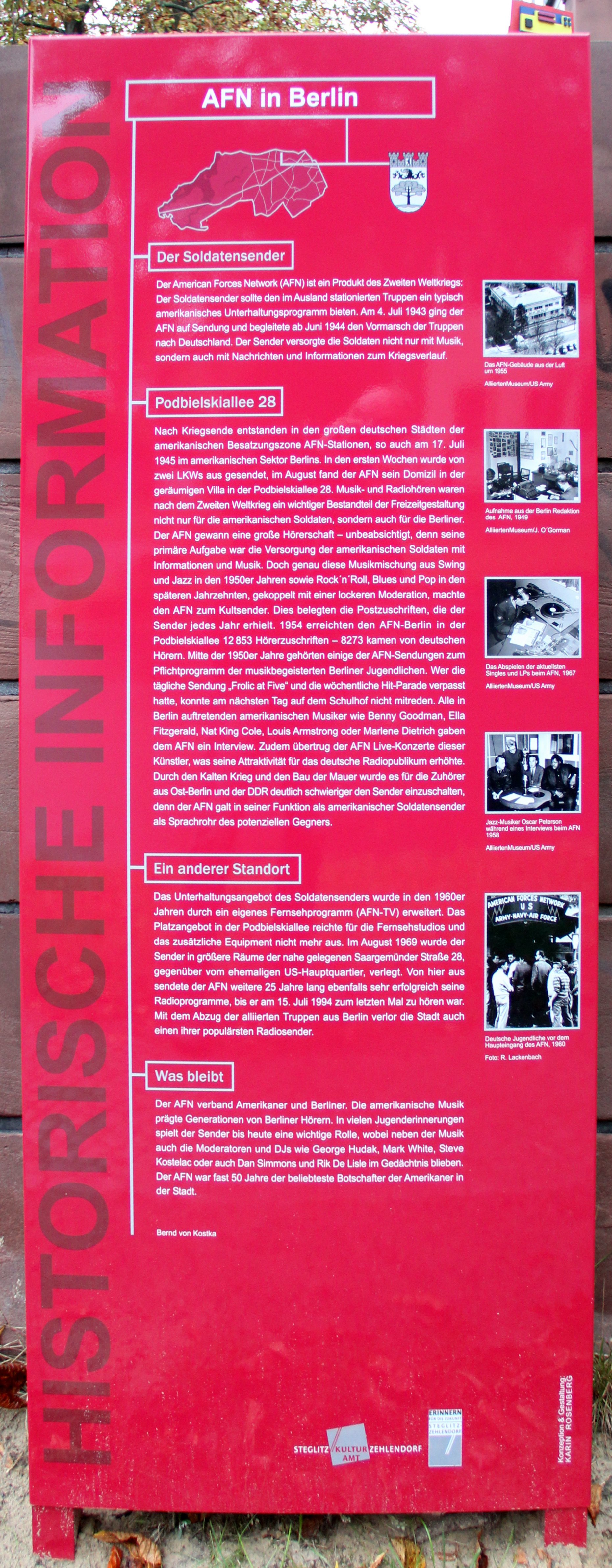
Gedenktafel vor dem ehemaligen Studiogebäude in der Podbielskiallee 28

## Persönlichkeiten

### Radio
| - Jacques Bannamon - Jay Brady - Paul Dandridge (bis Sept. 1968) - Jo Eager - Rebecca Easley - Eric Engbretson - Bill Gayord (77–82 / 83–86) - Lee Heft - Richard L.Hawkins (68–69) - Rick Himot - George Hudack | - Jay Juliano - Jeanine Kabrich - Steve Kostelac - Rik DeLisle - Magnificent Magoo (Jim McCauley) - Hank Minitrez - Brian Parry - Mike Piper (news) - Ed Poston (news) - John Proffitt | - Larry Sem - Dan Simmons - Denis Sloan - Ralph Stinson - Ed Tooma ab Januar 1971 - Jim Towner - Ray Tubberville ab Jan. 1971 - Tom Tucker - Carmen Walker - Art Mehring - Pete Stecker - Mark White (Station Commander) |

Mark White (2. Januar 1925 – 26. Dezember 2013), der ehemalige Programmdirektor von AFN-Berlin (1950–1988), starb am 26. Dezember 2013 im Kreis seiner Familie in Berlin.
Am 2. September 2014 wurde vor dem ehemaligen Studiogebäude in der Podbielskiallee 28 eine Gedenktafel eingeweiht. Unter den Gästen waren Bezirks-Kulturstadträtin Cerstin Richter-Kotowski, Moderator Rik De Lisle, Siegrid White – die Witwe des Programmchefs Mark White – und Moderator Bill Gaylord.

### Fernsehen
- Jacques Bannamon
- Rebecca Easley
- Hank Minitrez
- Dan Quakkelaar
- Charles Rickard
- Scott Freire
- Vicky Washington
- Peggy Foster
- Ronald Lee